# Zasłonak białofioletowy

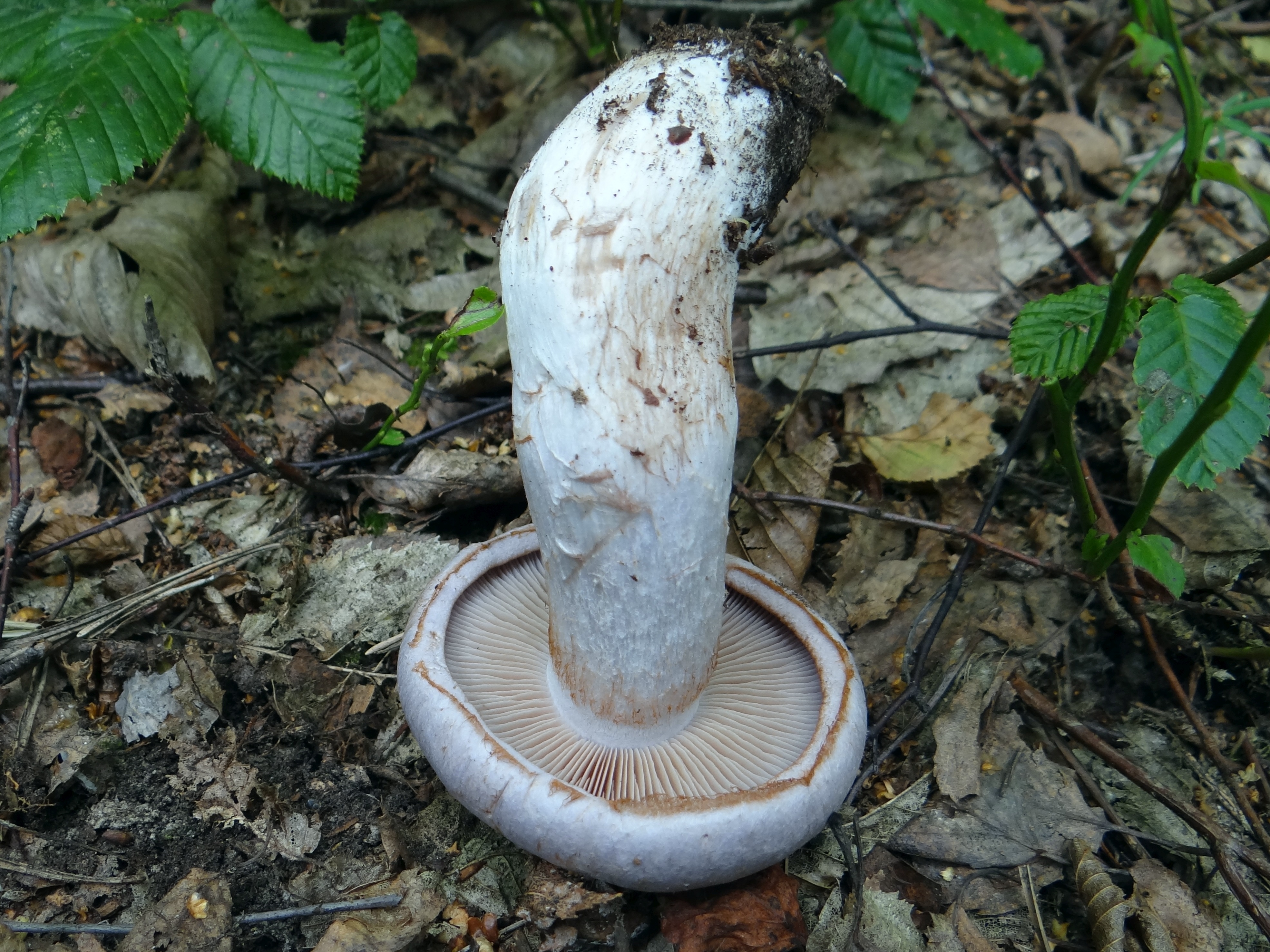
Owocnik, widoczne blaszki

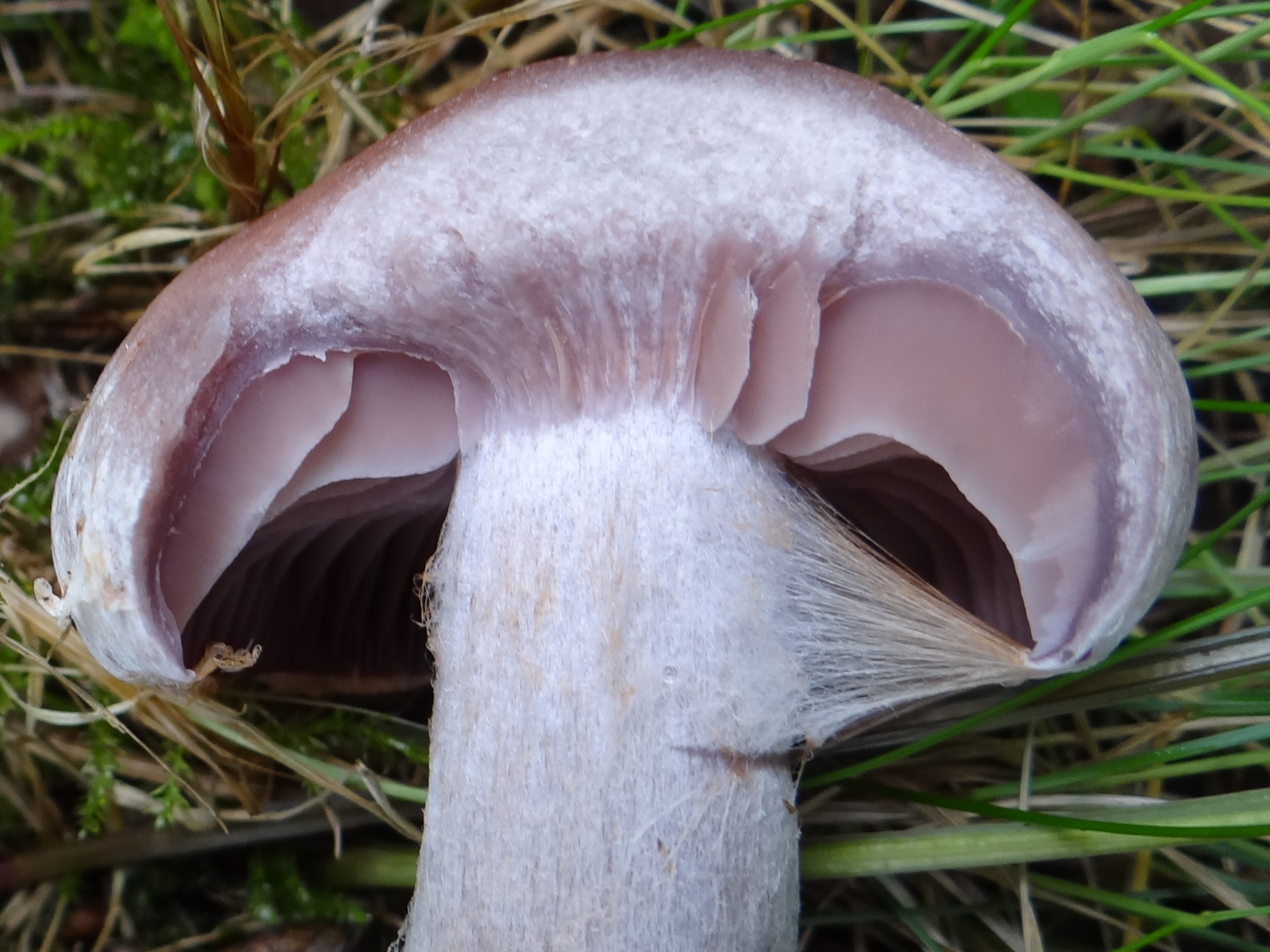
Przekrój młodego owocnika

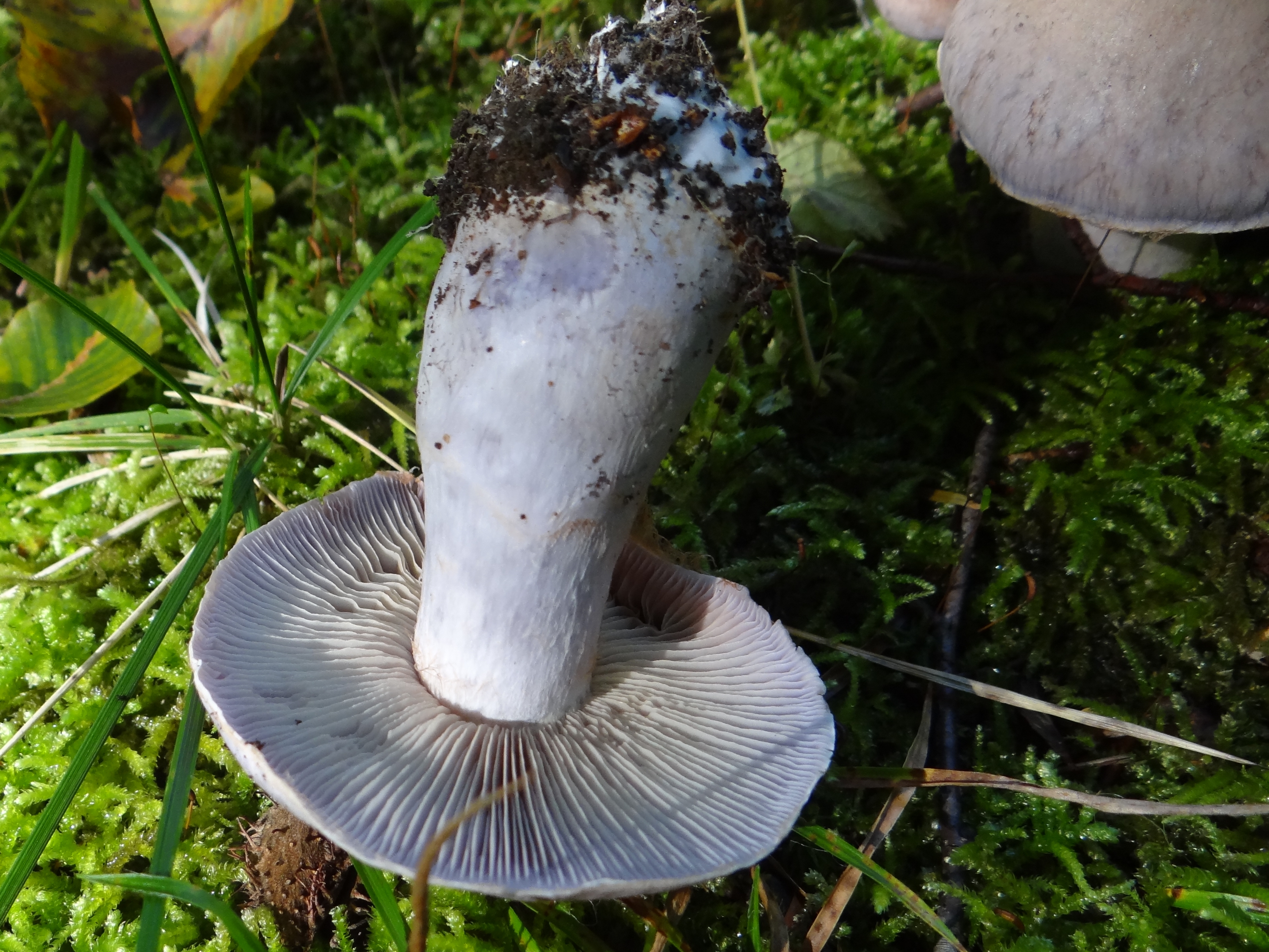

Zasłonak białofioletowy (Cortinarius alboviolaceus (Pers.) Fr.) – gatunek grzybów należący do rodziny zasłonakowatych (Cortinariaceae).

## Systematyka i nazewnictwo
Pozycja w klasyfikacji według Index Fungorum: Cortinarius, Cortinariaceae, Agaricales, Agaricomycetidae, Agaricomycetes, Agaricomycotina, Basidiomycota, Fungi.
Po raz pierwszy opisał go w 1801 r. Christiaan Hendrik Persoon, nadając mu nazwę Agaricus alboviolaceus, w 1838 r. Elias Fries przeniósł go do rodzaju Cortinarius.
Synonimy naukowe:
- Agaricus alboviolaceus Pers. 1801
- Cortinarius alboviolaceus (Pers.) Fr. 1838, var. alboviolaceus
- Inoloma alboviolaceum (Pers.) Wünsche 1877

Nazwę polską nadał Władysław Wojewoda w 1999 r. Synonimy polskie: guzotrzonowiec bladofiołkowy, zasłonak jasnofioletowy, zasłonak liliowy.

## Morfologia
Kapelusz
Średnica 3- 8 cm, u młodych owocników łukowaty z czasem staje się rozpostarty z szerokim garbem. Brzeg początkowo podwinięty i znajdują się na nim resztki białej zasnówki. Powierzchnia gładka, jedwabiście błyszcząca, u młodych owocników jasnofioletowa, później płowieje, u starszych owocników staje się rdzawa i włóknista. Podczas długotrwałej suchej pogody kapelusz często promieniście, głęboko pęka.
Blaszki
Wąsko przyrośnięte do kapelusza, początkowo bladopurpurowe, później zmieniają barwę na cynamonową lub rdzawobrązową. U młodych owocników zasłonięte są białą zasnówką.
Trzon
Wysokość 5–12 cm, grubość 1–3 cm, kształt maczugowaty, u nasady posiada zgrubiałą bulwę. Powierzchnia u młodych owocników jasnofioletowa, u starszych wypłowiała. Pod kapeluszem występuje strefa pierścieniowa, początkowo biaława, później cynamonowobrązowa.
Miąższ
U młodych owocników fioletowawy, u starszych białawy. Nie zmienia barwy po uciśnięciu. Smak niewyraźny, zapach podobny do surowych ziemniaków.
Cechy mikroskopowe
Wysyp zarodników rdzawobrązowy. Zarodniki elipsoidalne, niemal gładkie, o rozmiarach 7,5-9,5 × 5–6 μm. Cheilocystyd i pleurocystyd brak.

## Występowanie i siedlisko
Jest szeroko rozprzestrzeniony. Najliczniej notowany jest w Ameryce Północnej i Europie, ale podano jego stanowiska także z Kostaryki w Ameryce Środkowej, Japonii, Korei Północnej oraz Australii. W Polsce jest bardzo pospolity.
Rośnie na ziemi w lasach iglastych i liściastych, często wśród mchów. W Polsce szczególnie często spotykany jest pod brzozą brodawkowatą, bukiem zwyczajnym i dębami. Owocniki wytwarza od sierpnia do listopada.

## Znaczenie
Grzyb mykoryzowy. Grzyb niejadalny.